# Forędówka
Forędówka, Forędówki – potok będący górnym biegiem rzeki Ochotnica. Cały jego bieg znajduje się w obrębie miejscowości Ochotnica Górna w województwie małopolskim, w powiecie nowotarskim, w gminie Ochotnica Dolna. Wypływa na wysokości około 1240 m na południowych stokach Jaworzyny Kamienickiej i spływa w kierunku południowo-wschodnim głęboką i ciasną doliną, w której znajduje się przysiółek Forendówki. Na wysokości 701 m łączy się z potokiem Furcówka, i od tego miejsca zaczyna się dolny bieg rzeki Ochotnica.
Forędówka ma długość około 7 km i średni spadek 70 m/km. Zasilany jest przez kilka niewielkich dopływów z obydwu zboczy. Jeden z nich ma nazwę własną – to Mazelonkowy Potok spływający spod Magurek. Dnem doliny Potoku Forędówki prowadzi wąska asfaltowa droga. Asfalt dochodzi nieco poniżej ujścia Mazelonkowego Potoku. Przy ujściu tego potoku stoi drewniana rzeźba górala i tablica informacyjna. Zaczyna się tutaj ścieżka edukacyjna prowadząca do wieży widokowej na Magurkach.

## Szlaki turystyki pieszej
ścieżka edukacyjna „Dolina Potoku Jaszcze”: Jaszcze Duże (parking) – Jaszcze Małe – Łonna – Pańska Przehybka – Tomaśkula – Magurki – Polana Kurnytowa – Jaszcze Duże.